# 大日房能忍
大日房 能忍（だいにちぼう のうにん、生没年不詳）は、筑前博多（現在の福岡県福岡市）出身の日本の平安時代末から鎌倉時代初期の禅宗僧侶。日本達磨宗の開祖。
能忍に関する明確な記録はとぼしく、その行跡には謎や異説が多い。出自も未詳であるが、一説に平家の家人・藤原景綱の子であるとされる。没後、深法禅師と諡号されたともいう。

## 生涯
比叡山の学僧であったが禅に傾倒し、摂津水田（現在の大阪府大阪市東淀川区大桐）に三宝寺を建立して禅道場を開いた。能忍のもとには天台宗の主流をなす学僧に対立する別所聖などが多数集まるようになり、達磨宗と称した。このため、三宝寺は禅宗ではあったが密教の行も修める禅・密兼修の寺であったともいわれる。なお、現在通称されている「日本達磨宗」という「日本」の字を付した呼称は、近世以降の研究者によって使用されるようになったもので、能忍在世当時のものではない。
能忍の禅は独修によるものであり嗣法（禅宗での法統を受けること）すべき師僧を持たなかった。この事は釈尊以来の嗣法を重視する禅宗においては極めて異例であり、能忍の禅が紛い物であるとする非難や中傷に悩まされた。このため文治5年（1189年）、練中、勝弁の二人の弟子を宋に派遣し阿育王寺の拙庵徳光に自分の禅行が誤っていないか文書で問いあわせた。徳光は禅門未開の地で独修した能忍の努力に同情し、練中らに達磨像、自讃頂相などを与え印可の証とした。これを根拠に能忍の教えは臨済宗大慧派に連なる正統な禅と認められ名望は一気に高まった。
しかし後に栄西は『興禅護国論』の中で能忍を「禅宗を妄称し祖語を曲解して破戒怠行にはしり、その坐禅は形ばかりである」と批判し、日蓮も能忍を「法然と並ぶ民衆を幻惑し念仏・禅門に趣かせる“悪鬼”」と呼んだが、これらもむしろ当時の能忍の影響力の大きさをうかがわせている。
建久3年（1192年）、伊勢鈴鹿（現在の三重県鈴鹿市）に江西寺を建立する。
建久5年（1194年）、栄西と共に京で禅宗を起こす運動を始めるが延暦寺、興福寺の訴えにより朝廷から禅宗停止の宣旨が下される。能忍は大和多武峰（現在の奈良県桜井市）の妙楽寺に拠り再起を図ったが、同年、甥の藤原景清（平景清）により暗殺された（文治5年殺害説もある）。ただし、能忍の死因には諸説あり、近年の研究では病死または事故死とする説が有力になりつつある。
能忍の禅風は南宗頓悟の禅であったが、その声跡や語録はほとんど残されていない。一説には『潙山警策』の注釈書を著したとされ、これが事実であるとするならば日本で初めて開版された禅籍である。

## 没後
能忍没後の日本達磨宗は弟子の覚晏によって勢力を維持したが、安貞2年（1228年）、興福寺衆徒の焼き討ちにより多武峰を追われ、越前一乗谷（現在の福井県福井市）の波著寺に難を逃れた。
仁治2年（1241年）、覚晏の弟子の懐鑑をはじめとする数十人の門弟が、曹洞宗の開祖道元門下に改宗し宗勢はとみに衰えた。
従来は懐鑑らの改宗によって能忍の法系は断絶したとする説が一般的だったが、近年の研究によって少なくとも文明年間（1469年〜1487年）までは三宝寺に法灯が護持されていた事を示す資料が発見されている。また定説では覚晏を二祖としているが、覚晏は傍系であり三宝寺に存続した法系が正嗣であるとする説もある。

## 関係文献
- CiNii>能忍